# Pomeranos
Os pomeranos ou pomerânios (em alemão:  Pommern) são um povo alemão originário da Pomerânia, na região do Mar Báltico, entre as atuais Alemanha e Polônia. A língua original desse povo é o pomerano mas, desde o século XIX, o alemão também passou a ser usado na Pomerânia.  
No século XIX, milhares de pomeranos imigraram, sobretudo para os Estados Unidos e para o Brasil, onde vivem centenas de milhares de descendentes de pomeranos. Com a derrota alemã na Segunda Guerra Mundial, a maior parte da Pomerânia foi anexada pela Polônia, e a maioria dos alemães que viviam na região foram expulsos e refugiaram-se em outras regiões da Alemanha. Como consequência, a língua pomerana praticamente desapareceu na Europa, e o Brasil é o único país no mundo onde ainda se fala regularmente o pomerano.

## Origens

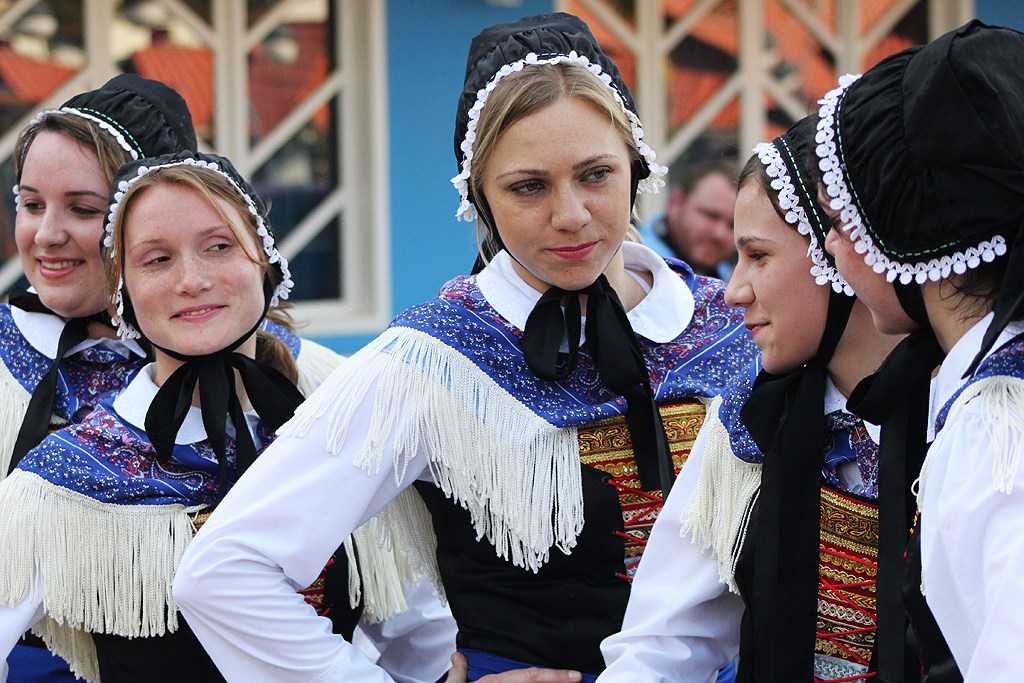
Jovens descendentes de pomeranos, em trajes típicos, em Santa Maria de Jetibá, no estado brasileiro do Espírito Santo.

Os primeiros habitantes da Pomerânia foram tribos germânicas que migraram da Escandinávia antes de 100 a.C. No século V d.C., essas tribos germânicas migraram para o leste e encontraram tribos eslavas (vendos) que colonizavam a região da Pomerânia. Nos séculos XII e XIII, dezenas de milhares de imigrantes chegaram de outras regiões da Alemanha, como Renânia, Vestfália, Baixa Saxônia, Holsácia, Meclemburgo e da Holanda e colonizaram  a Pomerânia, estabelecendo aldeias alemãs entre os habitantes eslavos. Nesse processo, a língua e a cultura alemã dominaram a região e, no século XIV, os vendos da Pomerânia já haviam desaparecido completamente como resultado dos casamentos mistos.
No século XIII, um grupo de comerciantes falantes do baixo-saxão, ao qual o pomerano pertence, formaram uma aliança mercantil conhecida como Liga Hanseática. Sua atuação espalhou-se por várias cidades portuárias da região do mar Báltico e o baixo-saxão tornou-se língua franca regional. Com a decadência da Liga Hanseática, o baixo-saxão perdeu seu status de língua internacional e passou a ser considerado um mero dialeto.
A Pomerânia, assim como outras regiões alemãs, foi fortemente afetada pela reforma protestante e a região tornou-se predominantemente luterana. A Guerra dos Trinta Anos teve consequências nefastas na Pomerânia, pois cerca de 30% da população morreu. Antes da Unificação Alemã, os pomeranos faziam parte da Prússia.

## Demografia
- 1850: 1.255.900 habitantes, predominantemente protestantes; 11.100 católicos, 9.700 judeus e 100 menonitas.[8]
- 1890: 1.520.889 habitantes, 62,3% viviam em comunidades com menos de 2.000 habitantes. Entre eles estavam 1.476.300 protestantes, 27.476 católicos , 4.587 pessoas pertencentes a outros grupos religiosos cristãos, 200 dissidentes e 12.246 judeus; 1.519.397 eram cidadãos do Império Alemão, 758 eram de territórios estrangeiros ligados ao império, e 734 não pertenciam a nenhum destes grupos. Com a exceção de 10.666 poloneses, cassubianos e masurianos, todas as pessoas da Província usavam o alemão como língua materna.[9]

## Imigração

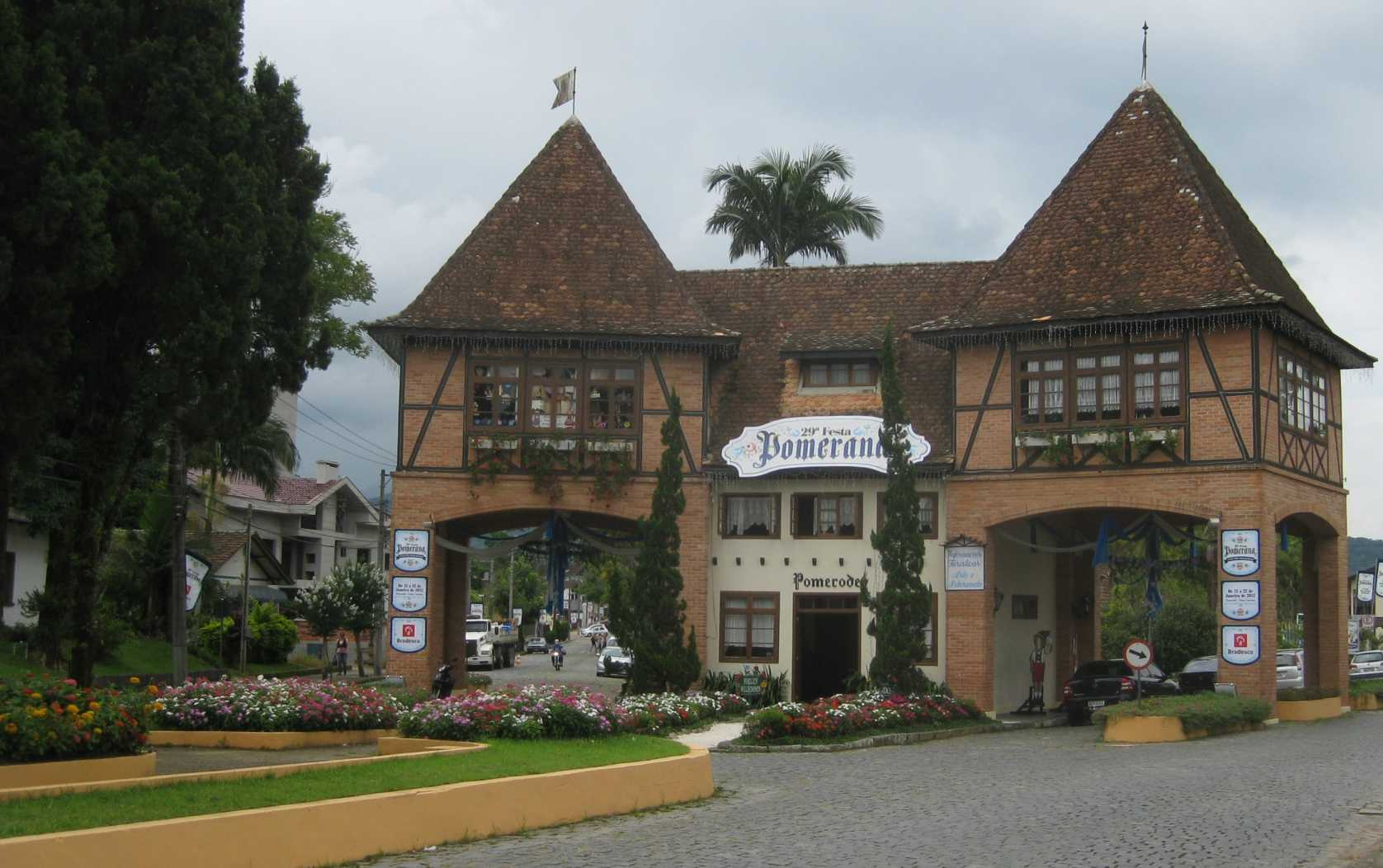
A cidade brasileira de Pomerode, fundada por pomeranos no século XIX

No século XIX, assim como milhões de alemães, 330 mil pomeranos imigraram para os Estados Unidos e 30 mil para o Brasil. Nos EUA, eles não formaram comunidades isoladas, porém no Brasil foi possível a criação de comunidades fechadas, uma vez que as colônias teuto-brasileiras normalmente surgiram em regiões inóspitas e pouco habitadas.  Atualmente, a língua pomerana é falada em cinco estados brasileiros, sobretudo nos estados do Espírito Santo (estimados em 120 mil), Rio Grande do Sul e Santa Catarina. O Brasil abriga, inclusive, mais falantes de pomerano do que a própria Alemanha, devido à extinção do idioma na Europa.
- Entre 1871 e 1880, 61.700 pomeranos emigraram para a América.[12]
- Entre 1881 e 1890, 132.100 pomeranos emigraram para a América; 95.000 deles emigraram entre 1881 e 1885.[12]
- Entre 1891 e 1900, 56.700 pomeranos emigraram para a América.[12]

## Extinção dos pomeranos na Polônia

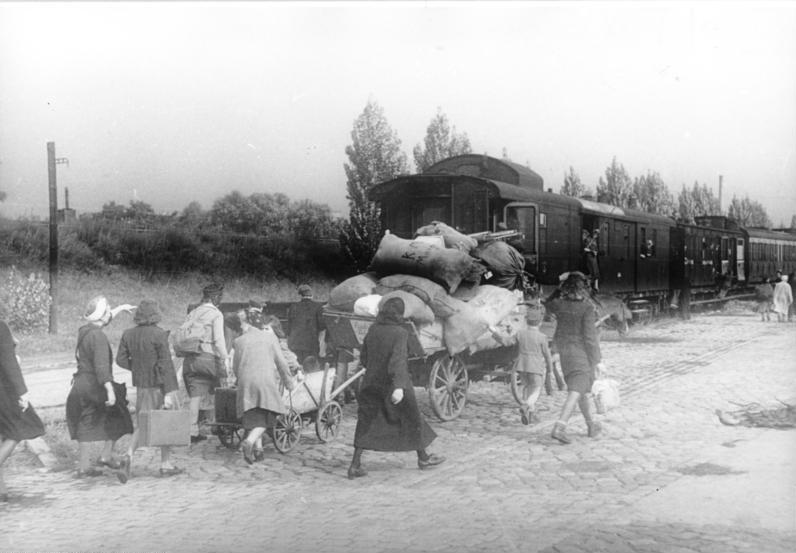
Alemães sendo expulsos dos territórios a leste, 1946

Depois da derrota alemã na Segunda Guerra Mundial, toda a Pomerânia ficou sob controle militar soviético e, posteriormente, a maior parte da Pomerânia foi anexada pela Polônia. A população alemã que morava a leste da linha Oder-Neisse foi quase completamente expulsa, em represália às atrocidades cometidas pelo regime nazista e pelo desejo de se criar Estados mononacionais.
Essa expulsão foi trágica: até 1950, 498.000 pomeranos que viviam a leste da linha Oder-Neisse morreram na jornada, cerca de 26,4% da população. Dos 498 mil mortos, 375 mil eram civis, e 123 mil eram soldados da Wehrmacht. Estima-se que um milhão de alemães foram expulsos da parte polonesa da província em 1945 e nos anos seguintes. Somente 7.100 km2 da Pomerânia permaneceu com a Alemanha, cerca de um quarto do tamanho da província antes de 1938 e um quinto do tamanho depois. Os pomeranos tiveram que se refugiar em outras regiões da Alemanha, onde a língua pomerana não era falada. Após a Guerra, o pomerano tornou-se uma língua moribunda na Europa, e seus falantes foram deixando de usá-lo, em favor do idioma alemão, considerado a língua de prestígio. Por essa razão, o pomerano está, atualmente, praticamente extinto na Europa.